# Crash of the Titans
Crash of the Titans är ett action/äventyrsspel i Crash Bandicoot-serien. Det utvecklades av Radical Entertainment för de stationära konsolerna (PlayStation 2, Nintendo Wii och Xbox 360), medan Amaze Entertainment står för utvecklingen av Game Boy Advance- och Nintendo DS-versionerna. SuperVillain Studios har utvecklat PSP-versionen. Spelen släpptes den 12 oktober 2007 i Europa.